# Лимидо, Бруно
Бруно Лимидо (итал. Bruno Limido; родился 7 марта 1961 года, Варезе, Италия) — итальянский футболист, опорный полузащитник.

## Биография
Лимидо начал карьеру в одноимённом клубе из родного города, с командой он дебютировал в Серии B и дважды выигрывал лигу. Затем в 1980 году он перешёл в «Авеллино 1912», который выступал в Серии А, но не смог закрепиться в клубе.
Затем он на один сезон на правах аренды вернулся в «Варезе», после чего получил второй шанс поиграть за «Авеллино» в высшем дивизионе. Игрок провёл два хороших сезона в клубе и получил предложение от «Ювентуса». Однако в Турине у него было мало игровой практики, в 1985 году клуб выиграл Суперкубок УЕФА и Кубок европейских чемпионов УЕФА, но Лимидо сыграл лишь несколько матчей и в следующем году перешёл в «Аталанту». Даже в Бергамо он не смог показать должный уровень игры, сначала его сдали в аренду «Болонье», а затем продали в «Лечче».
В Апулии он провёл хороший сезон в Серии B, и «Лечче» поднялось в высший дивизион, в следующем году он продолжил выступать в элите, но уже в футболке «Чезены». Лимидо закончил свою карьеру в начале 90-х, в своём родном клубе «Варезе».
29 октября 2014 года он был арестован за уклонение от уплаты налогов.